# James Gang Rides Again
| Críticas profissionais | Críticas profissionais |
| Avaliações da crítica  | Avaliações da crítica  |
| Fonte                  | Avaliação              |
| ---------------------- | ---------------------- |
| allmusic               | 4.5 de 5 estrelas.     |

James Gang Rides Again é o segundo álbum da banda americana James Gang. Lançado em 1970, foi o primeiro trabalho de estúdio do grupo após o baixista Tom Kriss ter sido substituído por Dale Peters.

## Faixas
1. "Funk #49" (Fox, Peters, Walsh) – 3:54
2. "Asshton Park" (Fox, Peters, Walsh) – 2:01
3. "Woman" (Fox, Peters, Walsh) – 4:37
4. "The Bomber: Closet Queen" (Fox, Peters, Walsh) / "Boléro" (Ravel)* / "Cast Your Fate to the Wind" (Guaraldi) – 7:04
5. "Tend My Garden" (Walsh) – 5:45
6. "Garden Gate" (Walsh) – 1:36
7. "There I Go Again" (Walsh) – 2:51
8. "Thanks" (Walsh) – 2:21
9. "Ashes, the Rain and I" (Peters, Walsh) – 5:00

* Nas prensagens iniciais do álbum, uma versão elétrica do "Boléro" de Ravel é intercalada com a canção "The Bomber". Os responsáveis pelo patrimônio do compositor, no entanto, ameaçaram processar a banda e sua gravadora pelo uso não-autorizado, e como consequência a faixa foi removida dos relançamentos do álbum durante a década de 1970. As versões em CD apresentam a versão completa de "The Bomber", com a parte do "Boléro" restaurada em seu devido lugar.

## Créditos

### Músicos
- Joe Walsh: Guitarra, teclados, piano, percussão, vocais
- Dale Peters: Baixo, guitarra, teclados, percussão, vocais
- Jim Fox: Bateria, percussão, teclado, órgão, piano, vocais
- Rusty Young: pedal steel guitar em "There I Go Again".

### Produção
- Produtor: Bill Szymczyk
- Engenheiro-de-som: Bill Szymczyk
- Remasterização: Bill Szymczyk e Ted Jensen
- Encarte: Dale Peters, Jim Fox e Joe Walsh
- Fotografias: Tom Wright